# Liste der Anime-Titel (2002–2003)
Dies ist eine chronologisch sortierte Liste der Anime-Titel von 2002 bis 2003.

## 2002
| Name                                                                                           | Alternative Namen | Veröffentlichungsjahr | Studio(s)                            |
| ---------------------------------------------------------------------------------------------- | --- | --------------------- | ------------------------------------ |
| ∀ Gundam I: Earth Light                                                                        | ∀ガンダムＩ 地球光, Turn A Gundam: Earth Light | 2002 als Film         | Sunrise                              |
| ∀ Gundam II: Moonlight Butterfly                                                               | ∀ガンダムII 月光蝶, Turn A Gundam: Moon Butterfly | 2002 als Film         | Sunrise                              |
| 12 Kingdoms – Juuni Kokki (45 Folgen)                                                          | 十二国記, Jūni Kokuki | 2002 als Fernsehserie | Studio Pierrot                       |
| Abenobashi Mahō Shōtengai (13 Folgen)                                                          | アベノ橋魔法☆商店街, Magical Shopping Arcade Abenobashi                                                                                                   | 2002 als Fernsehserie | Gainax, Madhouse                     |
| Ai wa Kagi no Kazu Dake (eine Folge)                                                           | 愛は鍵の数だけ, Love is the Number of Keys | 2002 als OVA          | Milky                                |
| Ai Yori Aoshi (24 Folgen)                                                                      | 藍より青し | 2002 als Fernsehserie | J.C.Staff                            |
| Anime Tenchō (eine Folge)                                                                      | アニメ店長 | 2002 als OVA          | Gainax                               |
| Aquarian Age: Sign for Evolution (13 Folgen)                                                   | アクエリアンエイジ Sign for Evolution | 2002 als Fernsehserie | Madhouse                             |
| Arcade Gamer Fubuki (4 Folgen)                                                                 | アーケードゲーマーふぶき | 2002 als Fernsehserie | Shaft                                |
| Armitage III: Dual-Matrix                                                                      | アミテージ・ザ・サード DUAL-MATRIX, Amitēji za sādo DUAL-MATRIX                                                                                           | 2002 als Film         | AIC                                  |
| Asagiri no Miko (26 Folgen)                                                                    | 朝霧の巫女 | 2002 als Fernsehserie | Gansis                               |
| Ashita no Yukinojō (4 Folgen)                                                                  | あしたの雪之丞 | 2002 als OVA          | Arms, Pink Pineapple                 |
| Asobotto Senki Gokū (52 Folgen)                                                                | アソボット戦記五九 | 2002 als Fernsehserie | Studio Egg                           |
| Atashin’chi (330 Folgen)                                                                       | あたしンち | 2002 als Fernsehserie | Shin’ei Dōga                         |
| Azumanga Daioh: The Animation (26 Folgen)                                                      | あずまんが大王 THE ANIMATION | 2002 als Fernsehserie | GENCO, J.C.Staff                     |
| Baby Baachan (53 Folgen)                                                                       | ベイベーばあちゃん, Beibē Bā-chan, Baby Grandma | 2002 als Fernsehserie | Bandai Visual                        |
| Bad End (2 Folgen)                                                                             | Voyeur’s Digest | 2002 als OVA          | Digital Works                        |
| Bakuten Shoot Beyblade The Movie: Takao vs. Daichi                                             | 爆転シュートベイブレード THE MOVIE 激闘!!タカオVS大地 | 2002 als Film         | Nihon Animedia                       |
| Bakuto Sengen Daigunder (39 Folgen)                                                            | 爆闘宣言ダイガンダー, Bakuto Sengen Daigandā, Daigunder                                                                                                   | 2002 als Fernsehserie | Brain’s Base                         |
| Barom One (13 Folgen)                                                                          | バロムワン | 2002 als Fernsehserie |                                      |
| Beyblade Vforce (51 Folgen)                                                                    | 爆転シュートベイブレード2002, Bakuten Shūto Beiburēdo 2002, Bakuten Shoot Beyblade 2002                                                                   | 2002 als Fernsehserie | Nihon Animedia                       |
| Bible Black: Gaiden (2 Folgen)                                                                 | バイブルブラック 外伝, Baiburu Burakku Gaiden | 2002 als OVA          | Museum Pictures                      |
| Blind Night (3 Folgen)                                                                         | ブラインドナイト, Buraindo Naito | 2002 als OVA          | Japan Home Video                     |
| Blood Royale (2 Folgen)                                                                        | ブラッドロイヤル | 2002 als OVA          | Discovery                            |
| Blue Gender: The Warrior                                                                       | | 2002 als Film         | AIC                                  |
| Bomberman Jetters (52 Folgen)                                                                  | ボンバーマン ジェッターズ, Bonbāman Jettāzu | 2002 als Fernsehserie | Studio Deen                          |
| Boys Be… (13 Folgen)                                                                           | ボーイズ・ビー, Bōizu Bī | 2002 als Fernsehserie | Hal Film Maker                       |
| Canary (eine Folge)                                                                            | カナリア | 2002 als OVA          | Soei Shinsha                         |
| Candidate for Goddess (eine Folge)                                                             | 女神候補生, Megami Kōhosei | 2002 als OVA          | Xebec, Production I.G                |
| Chobits (24 Folgen)                                                                            | ちょびっツ, Chobittsu | 2002 als Fernsehserie | Madhouse                             |
| Chobits (3 Folgen)                                                                             | Chobits Folge 9, 18 und 27 | 2002 als OVA          | Madhouse                             |
| Chōjūshin Gravion (13 Folgen)                                                                  | 超重神グラヴィオン, Chōjūshin Guravion, Gravion, Super Heavy God Gravion                                                                                  | 2002 als Fernsehserie | Gonzo                                |
| Chōkō Tenshi Escalayer (3 Folgen)                                                              | 超昂天使エスカレイヤー, Beat Angel Escalayer | 2002 als OVA          | Chaos                                |
| Cosplay Complex (3 Folgen)                                                                     | こすぷれCOMPLEX, こすぷれコンプレックス | 2002 als OVA          | TNK                                  |
| Custom Slave (eine Folge)                                                                      | カスタム奴隷 ～小夜子の章～ | 2002 als OVA          |                                      |
| Deep Voice (3 Folgen)                                                                          | | 2002 als OVA          | Milky                                |
| Denkō Chō Tokkyū Hikarian - Lightning Attack Express (52 Folgen)                               | 電光超特急ヒカリアン LIGHTNING ATTACK EXPRESS, Hikarian: Lightning Attack Express                                                                         | 2002 als Fernsehserie | Tokyo Kids                           |
| Denkō Chō Tokkyū Hikarian - Lightning Attack Express (52 Folgen)                               | 電光超特急ヒカリアン LIGHTNING ATTACK EXPRESS | 2002 als Fernsehserie | Tokyo Kids                           |
| Detektiv Conan – Das Phantom der Baker Street                                                  | 名探偵コナン ベイカー街の亡霊, Meitantei Konan: Baker Sutorīto no Bōrei                                                                                   | 2002 als Film         | TMS Entertainment                    |
| Digimon Frontier (50 Folgen)                                                                   | デジモンフロンティア | 2002 als Fernsehserie | Tōei Animation                       |
| Digimon Frontier: Kodai Digimon Fukkatsu !!                                                    | デジモンフロンティア コダイデジモンフッカツ!! | 2002 als Film         | Tōei Animation                       |
| Digimon Tamers: Bōsō Digimon Tokkyū                                                            | デジモンテイマーズ ボウソウデジモントッキュウ | 2002 als Film         | Tōei Animation                       |
| Dokusen (2 Folgen)                                                                             | 独占 | 2002 als OVA          | Y.O.U.C.                             |
| Doraemon: Boku no Umareta Hi                                                                   | ドラえもん ぼくの生まれた日, Doraemon: The Day When I Was Born                                                                                            | 2002 als Kurzfilm     | Shin’ei Dōga                         |
| Doraemon: Nobita & Robot Kingdom                                                               | ドラえもん のび太のロボット王国 | 2002 als Film         | Shin’ei Dōga                         |
| The Doraemons: Goal! Goal! Goal!!                                                              | ザ☆ドラえもんズ ゴール！ゴール！ゴール!! | 2002 als Kurzfilm     | Shin’ei Dōga                         |
| Dōsōkai Again (2 Folgen)                                                                       | 同窓会again, Class Reunion Again | 2002 als OVA          | Arms, Lemon Heart                    |
| Dragon Drive (38 Folgen)                                                                       | ドラゴンドライブ | 2002 als Fernsehserie | Madhouse                             |
| Duel Masters (26 Folgen)                                                                       | デュエル・マスターズ, Dyueru Masutāzu | 2002 als Fernsehserie | Studio Hibari, A.C.G.T               |
| Enbo (6 Folgen)                                                                                | 艶母, Taboo Charming Mother | 2002 als OVA          | Milky                                |
| éX-Driver: Nina&Rei Danger Zone (eine Folge)                                                   | エクスドライバー Nina&Rei Danger Zone | 2002 als OVA          | Actas                                |
| éX-Driver: The Movie                                                                           | エクスドライバー the Movie | 2002 als Film         | Actas                                |
| Flutter of Birds: Tori-tachi no Habataki (2 Folgen)                                            | flutter of birds~鳥達の羽ばたき~, Virgin Touch | 2002 als OVA          | PinkPineapple                        |
| Fortune Dogs (39 Folgen)                                                                       | ふぉうちゅんドッグす | 2002 als Fernsehserie | Tsuburaya Eizo                       |
| From I"s – Mō Hitotsu no Natsu no Monogatari (2 Folgen)                                        | フロムアイズ ~もうひとつの夏の物語~ | 2002 als OVA          | Studio Pierrot                       |
| Fujun Isei Kōyū: Taisetsu na Kimi e (eine Folge)                                               | 不純異性交遊 ~大切な君へ~ | 2002 als OVA          | Milky                                |
| Full Metal Panic! (24 Folgen)                                                                  | フルメタル・パニック! | 2002 als Fernsehserie | Gonzo Digimation                     |
| Full Moon o Sagashite: Kawaii Kawaii Daibōken (eine Folge)                                     | 満月をさがして かわいいかわいい大冒険 | 2002 als Special      | Studio Deen                          |
| Fullmoon wo Sagashite (52 Folgen)                                                              | 満月をさがして, Furu Mūn o Sagashite | 2002 als Fernsehserie | Studio Deen                          |
| Futari Ecchi (4 Folgen)                                                                        | ふたりエッチ, Step Up Love Story | 2002 als OVA          | Chaos Project                        |
| Gakuen: Chijoku no Zushiki (2 Folgen)                                                          | 学園～恥辱の図式～, Debts of Desire | 2002 als OVA          | Y.O.U.C.                             |
| Gakuen Maria - Bakunyū Teachers (eine Folge)                                                   | 学園まりあ ～爆乳ティーチャーズ～ | 2002 als OVA          | Green Bunny                          |
| Galaxy Angel A (26 Folgen)                                                                     | ギャラクシーエンジェルA | 2002 als Fernsehserie | Madhouse                             |
| Galaxy Angel Z (19 Folgen)                                                                     | ギャラクシーエンジェルZ | 2002 als Fernsehserie | Madhouse                             |
| Galerians (3 Folgen)                                                                           | ガレリアンズ：リオン, Galerians: Rion | 2002 als OVA          | Enterbrain                           |
| Gate Keepers 21 (6 Folgen)                                                                     | ゲートキーパーズ21 | 2002 als OVA          | Gonzo                                |
| Gekito! Crush Gear Turbo                                                                       | 激闘!クラッシュギアTURBO | 2002 als Film         |                                      |
| Gekito! Crush Gear Turbo                                                                       | 激闘！クラッシュギアＴＵＲＢＯ カイザバーンの挑戦！ | 2002 als Film         | Sunrise                              |
| Gekka Bijin (2 Folgen)                                                                         | 月花美人, Maison Plaisir | 2002 als OVA          | Discovery                            |
| Generation of Chaos Next (eine Folge)                                                          | ジェネレーション オブ カオス ネクスト～誓いのペンダント～, Generation of Chaos Next: Chikai no Pendant                                                    | 2002 als OVA          | Idea Factory                         |
| Genma Taisen: Shinwa Zenya no Shō (13 Folgen)                                                  | 幻魔大戦 －神話前夜の章－, Genma Wars: Eve of Mythology                                                                                                   | 2002 als Fernsehserie | E&G Films                            |
| Gensōmaden Saiyuki: Kibō no zaika (eine Folge)                                                 | 幻想魔伝 最遊記 -希望の罪過-, Saiyuki Interactive | 2002 als OVA          | Studio Pierrot                       |
| GetBackers (49 Folgen)                                                                         | ゲットバッカーズ – 奪還屋 – | 2002 als Fernsehserie | Studio Deen                          |
| Ghost in the Shell: Stand Alone Complex (26 Folgen)                                            | 攻殻機動隊 STAND ALONE COMPLEX, Kōkaku Kidōtai: Stand Alone Complex, Innocence                                                                            | 2002 als Fernsehserie | Production I.G                       |
| Ghost in the Shell: Stand Alone Complex: Section9 Science File – Tachikoma na Hibi (26 Folgen) | 攻殻機動隊 STAND ALONE COMPLEX: Section9 Science File “タチコマな日々”                                                                                    | 2002 als OVA          | Production I.G                       |
| Gibomai (2 Folgen)                                                                             | 犠母妹, Step Sister | 2002 als OVA          |                                      |
| G-on Riders (14 Folgen)                                                                        | G-on らいだーす, G-on Raidāsu | 2002 als Fernsehserie | Shaft, TNK                           |
| Grasshoppa! (4 Folgen)                                                                         | | 2002 als OVA          | Studio 4°C                           |
| Green Green (eine Folge)                                                                       | グリーングリーン, Gurīn Gurīn | 2002 als OVA          | Media Factory                        |
| Guilstein                                                                                      | ギルステイン | 2002 als Film         | ACC Production Studio                |
| Gun Frontier (13 Folgen)                                                                       | ガンフロンティア, Gan Furontia | 2002 als Fernsehserie | Vega Entertainment                   |
| .hack//Intermezzo (eine Folge)                                                                 | .hack//SIGN Folge 27 | 2002 als OVA          | Bee Train                            |
| .hack//Liminality (eine Folge)                                                                 | ドットハック リミナリティ, .hack//Riminariti | 2002 als OVA          | Bee Train                            |
| .hack//SIGN (26 Folgen)                                                                        | ドットハック サイン | 2002 als Fernsehserie | Bee Train                            |
| Haibane Renmei (13 Folgen)                                                                     | 灰羽連盟 | 2002 als Fernsehserie | Radix                                |
| Hal & Bons (eine Folge)                                                                        | ハル&ボンス | 2002 als OVA          | Grasshoppa!                          |
| Hanada Shōnen-shi (25 Folgen)                                                                  | 花田少年史, The Story of Young Hanada | 2002 als Fernsehserie | Madhouse                             |
| Handle with Care (eine Folge)                                                                  | ハンドルウィズケア | 2002 als OVA          | Milky                                |
| Happy Lesson The TV (13 Folgen)                                                                | HAPPY★LESSON THE TV | 2002 als Fernsehserie | Studio Hibari                        |
| Happy World! (3 Folgen)                                                                        | | 2002 als OVA          | Zexcs                                |
| Heat Guy J (26 Folgen)                                                                         | ヒートガイジェイ, Hīto Fai Jei | 2002 als Fernsehserie | Satelight                            |
| Higan (eine Folge)                                                                             | 彼岸 | 2002 als OVA          | Studio 4°C                           |
| Honō no Mirage (13 Folgen)                                                                     | 炎の蜃気楼[ミラージュ], Mirage of Blaze | 2002 als Fernsehserie | Madhouse                             |
| Hungry Heart – Wild Striker (52 Folgen)                                                        | ハングリーハート WILD STRIKER, Wild Striker | 2002 als Fernsehserie | Nippon Animation                     |
| Hunter × Hunter (8 Folgen)                                                                     | HUNTER×HUNTER | 2002 als OVA          | Nippon Animation                     |
| In a Distant Time - Der Traum der Hortensie (2 Folgen)                                         | 遙かなる時空の中で〜紫陽花ゆめ語り〜, Harukanaru Toki no Naka de – Ajisai Yumegatari                                                                      | 2002 als OVA          | Yumeta Company                       |
| Initial D: Battle Stage (eine Folge)                                                           | 頭文字D BATTLE STAGE | 2002 als OVA          | Pastel                               |
| InuYasha – The Castle Beyond the Looking Glass                                                 | 犬夜叉 鏡の中の夢幻城, Inuyasha: Kagami no Naka no Mugenjō                                                                                                | 2002 als Film         | Sunrise                              |
| Jungle wa Itsumo Hale nochi Gū Deluxe (6 Folgen)                                               | ジャングルはいつもハレのちグゥ デラックス | 2002 als OVA          |                                      |
| Kanon (13 Folgen)                                                                              | カノン | 2002 als Fernsehserie | Tōei Animation                       |
| Kiddy Grade (24 Folgen)                                                                        | キディ・グレイド | 2002 als Fernsehserie | Gonzo                                |
| Kikō Sennyo Rōran (28 Folgen)                                                                  | 奇鋼仙女ロウラン | 2002 als Fernsehserie | Zexcs                                |
| King of Bandit Jing (13 Folgen)                                                                | 王ドロボウJing（ジン）, Ō Dorobō Jing | 2002 als Fernsehserie | Studio Deen, Aniplex                 |
| Das Königreich der Katzen                                                                      | 猫の恩返し, Neko no Ongaeshi | 2002 als Film         | Studio Ghibli                        |
| Kowaremono II (2 Folgen)                                                                       | こわれものII, Slave Doll II | 2002 als OVA          | Beam Entertainment                   |
| Love Hina Again (3 Folgen)                                                                     | ラブひなAgain | 2002 als OVA          | Xebec                                |
| Lupin Sansei: Ikiteita Majutsushi (eine Folge)                                                 | ルパン三世 生きていた魔術師, Rupan Sansei: Ikiteita Majutsushi                                                                                            | 2002 als OVA          | Tokyo Movie Shinsha                  |
| Macross Zero (5 Folgen)                                                                        | マクロス ゼロ | 2002 als OVA          | Satelight                            |
| Mahoromatic – Motto Utsukushii Mono (14 Folgen)                                                | まほろまてぃっく~もっと美しいもの~, Mahoromatikku – Motto Utsukushii Mono, Mahoromatic: Something More Beautiful                                          | 2002 als Fernsehserie | Gainax, Shaft                        |
| Manga Love Story – Step Up Love Story (2 Folgen)                                               | ふたりエッチ, Futari Etchi, Futari H | 2002 als OVA          | Chaos Project                        |
| MegaMan NT Warrior (56 Folgen)                                                                 | ロックマンエグゼ, Rokkuman Eguze, Rockman.EXE | 2002 als Fernsehserie | Xebec                                |
| Meitantei Conan: 16-nin no Yōgisha!? (eine Folge)                                              | 名探偵コナン 16人の容疑者!?, Meitantei Konan: 16-nin no Yōgisha!?                                                                                         | 2002 als OVA          | TMS Entertainment                    |
| Mirmo de Pon! (172 Folgen)                                                                     | ミルモでポン!, Mirumo de Pon! | 2002 als Fernsehserie | Studio Hibari                        |
| Mizuiro (2 Folgen)                                                                             | みずいろ | 2002 als OVA          | Pink Pineapple                       |
| Mobile Suit Gundam Seed (50 Folgen)                                                            | 機動戦士ガンダムSEED, Kidō Senshi Gundam SEED | 2002 als Fernsehserie | Sunrise                              |
| Naruto (220 Folgen)                                                                            | ナルト | 2002 als Fernsehserie | Studio Pierrot                       |
| Nurse Witch Komugi-chan Majikarute (5 Folgen)                                                  | ナースウィッチ小麦ちゃんマジカルて, Nurse Witch Komugi | 2002 als OVA          | Tatsunoko Production                 |
| One Piece – Chopper auf der Insel der seltsamen Tiere                                          | ONE PIECE 珍獣島のチョッパー王国, One Piece: Chinjū-jima no Choppā Ōkoku                                                                                  | 2002 als Film         | Tōei Animation                       |
| Onegai Teacher (eine Folge)                                                                    | おねがい☆ティーチャー, Please Teacher! | 2002 als OVA          | Daume                                |
| Panyo Panyo Di Gi Charat (48 Folgen)                                                           | ぱにょぱにょ デ・ジ・キャラット | 2002 als Fernsehserie | Madhouse                             |
| Patapata Hikōsen no Bōken (26 Folgen)                                                          | パタパタ飛行船の冒険 | 2002 als Fernsehserie | Telecom Animation Film               |
| PitaTen (26 Folgen)                                                                            | ぴたテン, Pita Ten | 2002 als Fernsehserie | Madhouse                             |
| Platonic Chain (25 Folgen)                                                                     | プラトニックチェーン | 2002 als Fernsehserie |                                      |
| Psychic Academy (24 Folgen)                                                                    | サイキックアカデミー煌羅万象, Ψchic academy 煌羅万象 | 2002 als Web-Anime    | E.G. Films                           |
| Puchi Puri Yūshi (26 Folgen)                                                                   | ぷちぷり＊ユーシィ, Petite Princess Yucie | 2002 als Fernsehserie | Gainax, AIC                          |
| Rizelmine (24 Folgen)                                                                          | りぜるまいん | 2002 als Fernsehserie | IMAGIN, Madhouse                     |
| Saint Seiya: Meiō Hades Jūni-Kyū Hen (13 Folgen)                                               | 聖闘士星矢 冥王ハーデス十二宮編 | 2002 als OVA          | Tōei Animation                       |
| Saishū Heiki Kanojo (13 Folgen)                                                                | 最終兵器彼女, SaiKano | 2002 als Fernsehserie | Gonzo                                |
| Sakura Taisen: Kanzaki Sumire Intai Kinen – „Su-Mi-Re“ (eine Folge)                            | サクラ大戦 ~神崎すみれ 引退記念～「す・み・れ」, Sakura Wars Sumire                                                                                       | 2002 als OVA          | Radix                                |
| Samurai Deeper Kyo (26 Folgen)                                                                 | サムライディパーKYO | 2002 als Fernsehserie | Studio Deen                          |
| Sentō Yōsei Yukikaze (5 Folgen)                                                                | 戦闘妖精雪風, Yukikaze | 2002 als OVA          | Gonzo                                |
| Shin Megami Tensei Devil Children: Light & Dark (52 Folgen)                                    | 真･女神転生Dチルドレン ライト＆ダーク, Shin Megami Tensei Debiru Chirudoren: Raito & Dāku                                                                 | 2002 als Fernsehserie | Actas, Studio Comet                  |
| Shinseikiden Mars (13 Folgen)                                                                  | 神世紀伝マーズ | 2002 als Fernsehserie | Plum, Studio Guts                    |
| Sister Princess – Re Pure (13 Folgen)                                                          | シスター・プリンセス ~Re Pure~ | 2002 als Fernsehserie | Zexcs                                |
| Space Pirate Captain Herlock (13 Folgen)                                                       | | 2002 als OVA          | Madhouse                             |
| Spiral – Gefährliche Wahrheit (25 Folgen)                                                      | スパイラル～推理の絆~, Spiral – Suiri no Kizuna | 2002 als Fernsehserie | J.C.Staff                            |
| Tenchi Muyō! GXP (26 Folgen)                                                                   | 天地無用! GXP | 2002 als Fernsehserie | AIC                                  |
| Tenshi na Konamaiki (50 Folgen)                                                                | 天使な小生意気 | 2002 als Fernsehserie | TMS Entertainment                    |
| Tōkyō Myū Myū (52 Folgen)                                                                      | 東京ミュウミュウ, Tokyo Mew Mew | 2002 als Fernsehserie | Studio Pierrot                       |
| Tōkyō Underground (26 Folgen)                                                                  | 東京アンダーグラウンド, Tōkyō Andāguraundo | 2002 als Fernsehserie | Studio Pierrot                       |
| Tottoko Hamutaro: Ham Ham Ham~Jya! Maboroshi no Princess                                       | とっとこハム太郎 ハムハムハムージャ！幻のプリンセス | 2002 als Film         | TMS Entertainment                    |
| Tottoko Hamutaro: Hamutaro no Otanjōbi ~Mama wo Tazunete Sanzen Techitechi (eine Folge)        | ハム太郎のおたんじょうび～ママをたずねて三千てちてち～ | 2002 als OVA          | TMS Entertainment                    |
| Transformers: Armada (52 Folgen)                                                               | 超ロボット生命体トランスフォーマー マイクロン伝説, Chō Robotto Seimeitai Toransufōmā: Maikuron Densetsu, Chō Robot Seimeitai Transformer: Micron Densetsu | 2002 als Fernsehserie | Actas                                |
| UFO Princess Walküre (12 Folgen)                                                               | 円盤皇女ワるきゅーレ, Yūfō Purinsesu Warukyūre, UFO Ultramaiden Valkyrie                                                                                  | 2002 als Fernsehserie | TNK                                  |
| Ultra Maniac (eine Folge)                                                                      | ウルトラマニアック, Urutora Maniakku | 2002 als OVA          | Production Reed                      |
| The Urotsuki (3 Folgen)                                                                        | Urotsukidoji: New Saga | 2002 als OVA          | Phoenix Entertainment                |
| Urotsukidoji: New Saga (3 Folgen)                                                              | The Urotsuki | 2002 als OVA          | Phoenix Animation                    |
| Vandread Gekitōhen (eine Folge)                                                                | ヴァンドレッド 激闘篇, Vandread Turbulence | 2002 als OVA          | Gonzo                                |
| Viper GTS (3 Folgen)                                                                           | | 2002 als OVA          | Frontline, Moon Rock, Studio G-1 Neo |
| Voices of a Distant Star (eine Folge)                                                          | ほしのこえ, Hoshi no Koe | 2002 als OVA          |                                      |
| Weiß Kreuz Glühen (13 Folgen)                                                                  | ヴァイスクロイツ・グリーエン | 2002 als Fernsehserie | Ufotable                             |
| Wild 7: another Bōryaku Unga (13 Folgen)                                                       | ワイルド７ another 謀略運河, Wairudo 7: another Bōryaku Unga                                                                                              | 2002 als Fernsehserie |                                      |
| Witch Hunter Robin (26 Folgen)                                                                 | ウィッチハンターロビン | 2002 als Fernsehserie | Sunrise                              |
| Words Worth Gaiden (2 Folgen)                                                                  | ワーズ・ワース外伝 | 2002 als OVA          | Green Bunny                          |
| Yokohama Kaidashi Kikō – Quiet Country Cafe (2 Folgen)                                         | ヨコハマ買い出し紀行-Quiet Country Cafe- | 2002 als OVA          | Ajia-dō                              |
| You’re Under Arrest – Taiho Shichau zo (eine Folge)                                            | YOU'RE UNDER ARREST 〜逮捕しちゃうぞ〜, You’re Under Arrest in America                                                                                    | 2002 als Special      | Studio Deen                          |

## 2003
| Name                                                                                               | Alternative Namen | Veröffentlichungsjahr | Studio(s)                              |
| -------------------------------------------------------------------------------------------------- | --- | --------------------- | -------------------------------------- |
| Ai Shimai 2 – Futari no Kajitsu (2 Folgen)                                                         | 愛姉妹2 ~二人の果実~ | 2003 als OVA          | Pink Pineapple, Actas                  |
| Ai Yori Aoshi – Enishi (12 Folgen)                                                                 | 藍より青し ~縁~ | 2003 als Fernsehserie | J.C.Staff                              |
| Air Master (27 Folgen)                                                                             | エアマスター, Ea Masutā | 2003 als Fernsehserie | Tōei Animation                         |
| Angel Core (2 Folgen)                                                                              | エンゼル・コア, Enzeru Koa | 2003 als OVA          | Shura                                  |
| Animatrix (9 Folgen)                                                                               | アニマトリックス | 2003 als OVA          |                                        |
| Aoi Kokuhaku (eine Folge)                                                                          | 蒼い告白 | 2003 als OVA          | Milky                                  |
| Aoi Umi no Tristia (2 Folgen)                                                                      | 蒼い海のトリスティア | 2003 als OVA          | ufotable zippers                       |
| Aquarian Age Saga II – Don’t forget me… (eine Folge)                                               | アクエリアンエイジSagaII〜Don't forget me…〜 | 2003 als OVA          | Madhouse                               |
| Aru Tabibito no Nikki (eine Folge)                                                                 | 或る旅人の日記 | 2003 als Web-Anime    | Robot                                  |
| Ashita no Nadja (50 Folgen)                                                                        | 明日のナージャ, Ashita no Nāja | 2003 als Fernsehserie | Tōei Animation                         |
| Asu o Tsukutta Otoko: Tanabe Sakurō to Biwa-ko Sosui                                               | 明日をつくった男 田辺朔郎と琵琶湖疏水 | 2003 als Film         | Mushi Production                       |
| Avenger (13 Folgen)                                                                                | アヴェンジャー | 2003 als Fernsehserie | Bee Train                              |
| Battle Programmer Shirase (15 Folgen)                                                              | バトルプログラマーシラセ, Bīpīesu Batoru Puroguramā Shirase, BPS                                                                                              | 2003 als Fernsehserie | AIC                                    |
| Beyblade G Revolution (52 Folgen)                                                                  | 爆転シュート ベイブレード Gレボリューション, Bakuten Shūto Beiburēdo: G Reboryūshon, Bakuten Shoot Beyblade G-Revolution                                      | 2003 als Fernsehserie | Nihon Animedia                         |
| Beyond (eine Folge)                                                                                | | 2003 als OVA          | Studio 4°C                             |
| Binetsukko ♭37℃ (2 Folgen)                                                                         | 微熱っ娘 ♭37℃, Binetsukko Flat 37 | 2003 als OVA          | Pink Pineapple                         |
| Binzume Yōsei                                                                                      | 瓶詰妖精, Bottle Fairy | 2003 als Film         | Xebec                                  |
| Blame! Ver.0.11 (6 Folgen)                                                                         | BLAME! Ver.0.11 | 2003 als Web-Anime    | Group TAC                              |
| Bobobo-bo Bo-bobo (76 Folgen)                                                                      | ボボボーボ・ボーボボ, Bobobōbo Bōbobo | 2003 als Fernsehserie | Tōei Animation                         |
| Bōken Yūki Pluster World (52 Folgen)                                                               | 冒険遊記プラスターワールド, Bōken Yūki Purasutā Wārudo, Journey of Adventure: PLUSTERWORLD                                                                    | 2003 als Fernsehserie | Actas, Brain’s Base                    |
| Boku no Son Goku                                                                                   | ぼくの孫悟空 | 2003 als Film         |                                        |
| Bondage Game – Shinsō no Reijō-tachi (2 Folgen)                                                    | ボンデージ・ゲーム〜深窓の隷嬢達〜 | 2003 als OVA          | Pink Pineapple                         |
| Cage (2 Folgen)                                                                                    | カナリヤは籠の中, Kanariya wa Kago no Naka | 2003 als OVA          | Milky                                  |
| Castle Fantasia: Seima Taisen (3 Folgen)                                                           | キャッスルファンタジア 聖魔大戦 | 2003 als OVA          | Milky, Studio e.go!                    |
| Chijoku Shinsatsushitsu (2 Folgen)                                                                 | 恥辱診察室, Doctor Shameless | 2003 als OVA          | Milky                                  |
| Chikan Densha (2 Folgen)                                                                           | 痴漢電車, Xpress Train | 2003 als OVA          | Y.O.U.C.                               |
| Chitchana Yukitsukai Sugar Tokubetsuhen (eine Folge)                                               | ちっちゃな雪使いシュガー特別編, Chitchana Yukitsukai Shugā Tokubetsuhen, Sugar: A Little Snow Fairy Summer Special                                            | 2003 als Special      | J.C.Staff                              |
| Chrono Crusade (24 Folgen)                                                                         | クロノクルセイド, Kurono Kuruseido, Chrno Crusade | 2003 als Fernsehserie | Gonzo                                  |
| Cinderella Boy (13 Folgen)                                                                         | シンデレラボーイ | 2003 als Fernsehserie |                                        |
| Comic Party Revolution (4 Folgen)                                                                  | こみっくパーティーRevolution, Komikku Pātī Revolution | 2003 als OVA          | Chaos Project                          |
| Croquette! (52 Folgen)                                                                             | コロッケ！ | 2003 als Fernsehserie | OLM                                    |
| Crush Gear Nitro (52 Folgen)                                                                       | クラッシュギアNitro | 2003 als Fernsehserie | Sunrise                                |
| Crush Gear Nitro (52 Folgen)                                                                       | クラッシュギアNitro | 2003 als Fernsehserie | Sunrise                                |
| Crush Gear Nitro (50 Folgen)                                                                       | クラッシュギアNitro | 2003 als Fernsehserie | Sunrise                                |
| Dai Akuji (8 Folgen)                                                                               | 大悪司, Daiakuji, Daiakuji – The Xena Buster | 2003 als OVA          | Green Bunny                            |
| Dangerous Jii-san Ja (33 Folgen)                                                                   | でんぢゃらすじーさん邪 | 2003 als Fernsehserie |                                        |
| Dango Gonta (3 Folgen)                                                                             | | 2003 als Web-Anime    |                                        |
| Darcrows (2 Folgen)                                                                                | ダークロウズ | 2003 als OVA          | Blue Eyes                              |
| Dark Shell - Ori no Naka no Namameki (2 Folgen)                                                    | ダーク・シェル 檻の中の艶 | 2003 als OVA          | Echo Animation Studio                  |
| Darling (3 Folgen)                                                                                 | ダーリン | 2003 als OVA          | Tokyo Animation Center                 |
| D.C. – Da Capo (26 Folgen)                                                                         | D.C. ~ダ・カーポ~, Da Capo, D.C | 2003 als Fernsehserie | Zexcs                                  |
| Dear Boys (26 Folgen)                                                                              | ディア ボーイズ, Hoop Days | 2003 als Fernsehserie | A.C.G.T                                |
| Detective Story (eine Folge)                                                                       | | 2003 als OVA          | Studio 4°C                             |
| Detektiv Conan – Die Kreuzung des Labyrinths                                                       | 名探偵コナン 迷宮の十字路, Meitantei Konan: Meikyū no Kurosurōdo                                                                                              | 2003 als Film         | TMS Entertainment                      |
| Di Gi Charat Nyo (104 Folgen)                                                                      | デ・ジ・キャラットにょ | 2003 als Fernsehserie | Madhouse                               |
| Di Gi Charat: Piyoko ni Omakase pyo! (16 Folgen)                                                   | デ・ジ・キャラット ぴよこにおまかせぴょ, Leave it to Piyoko!                                                                                                  | 2003 als OVA          | Broccoli                               |
| Digi-girl Pop! (26 Folgen)                                                                         | デジガールPOP!, Strawberry & Pop Mixed Flavor | 2003 als Fernsehserie | Two Thousand Creators.com              |
| Discipline (6 Folgen)                                                                              | ディシプリン, Discipline: The Hentai Academy | 2003 als OVA          | D3                                     |
| Divergence Eve (13 Folgen)                                                                         | ダイバージェンス・イヴ | 2003 als Fernsehserie | Radix                                  |
| D·N·Angel (26 Folgen)                                                                              | ディー・エヌ・エンジェル, D.N.Angel | 2003 als Fernsehserie | Xebec                                  |
| Doctor Shameless (2 Folgen)                                                                        | 恥辱診察室, Chijoku Shinsatsushitsu | 2003 als OVA          | Milky                                  |
| Dokkoida?! (12 Folgen)                                                                             | 住めば都のコスモス荘・すっとこ大戦ドッコイダー, Sumeba Miyako no Cosmos-sō Suttoko Taisen Dokkoida                                                            | 2003 als Fernsehserie | Gonzo                                  |
| Doraemon: Nobita and the Strange Wind Rider                                                        | ドラえもん のび太とふしぎ風使い | 2003 als Film         | Shin’ei Dōga                           |
| Dorei Kaigo (3 Folgen)                                                                             | 奴隷介護, Slave Nurses | 2003 als OVA          | Arms                                   |
| Early Reins (eine Folge)                                                                           | アーリーレインズ, Ārī Reinzu | 2003 als OVA          | Oriental Light and Magic               |
| Ebenbourg no Kaze (2 Folgen)                                                                       | エーベンブルグの風, Ēbenburugu no Kaze | 2003 als OVA          | Amumo, Arms (Studio)                   |
| Eiga Atashin’chi                                                                                   | 映画 あたしンち | 2003 als Film         | Shin’ei Dōga                           |
| Eiken (2 Folgen)                                                                                   | エイケン | 2003 als OVA          | J.C.Staff                              |
| Elufina - Inyoru e to Urareta Ōkoku de… The Animation (3 Folgen)                                   | エルフィーナ～淫夜へと売られた王国で…～ The Animation, Elufina - Servant Princess                                                                             | 2003 als OVA          | Pink Pineapple                         |
| E’s Otherwise (26 Folgen)                                                                          | E'S OTHERWISE | 2003 als Fernsehserie | Studio Pierrot                         |
| Die Ewigkeit, die du dir wünschst (14 Folgen)                                                      | 君が望む永遠, Kimi ga Nozomu Eien, 君のぞ, KimiNozo, Rumbling Hearts                                                                                          | 2003 als Fernsehserie | Studio Fantasia                        |
| Eyeshield 21                                                                                       | アイシールド21, The Illusionary Golden Bowl | 2003 als Film         | Production I.G                         |
| Firestorm (26 Folgen)                                                                              | ファイアーストーム | 2003 als Fernsehserie | Madhouse, Transarts                    |
| Flutter of Birds II – Tenshi-tachi no Tsubasa (2 Folgen)                                           | flutter of birds II 天使たちの翼 | 2003 als OVA          | PinkPineapple                          |
| Full Metal Panic? Fumoffu (12 Folgen)                                                              | フルメタル・パニック？ふもっふ | 2003 als Fernsehserie | Kyōto Animation                        |
| Fullmetal Alchemist (51 Folgen)                                                                    | 鋼の錬金術師, Hagane no Renkinjutsushi | 2003 als Fernsehserie | Bones                                  |
| Futago no Haha Sei Honnō (2 Folgen)                                                                | 双子ノ母性本能, Ménage à Twins | 2003 als OVA          | Milky                                  |
| Futari no Joe (6 Folgen)                                                                           | ふたりのジョー | 2003 als OVA          | Office AO                              |
| Futatsu no Spica (20 Folgen)                                                                       | ふたつのスピカ, Twin Spica | 2003 als Fernsehserie | Group TAC                              |
| Fuyu no Hi                                                                                         | 冬の日, Winter Days | 2003 als Film         |                                        |
| F-Zero Falcon Densetsu (51 Folgen)                                                                 | F-ZERO ファルコン伝説, F-Zero: The Legend of Falcon | 2003 als Fernsehserie | Ashi Productions                       |
| Gad Guard (26 Folgen)                                                                              | GAD GUARD | 2003 als Fernsehserie | Gonzo                                  |
| Gakuen Nanafushigi (2 Folgen)                                                                      | 学艶七不思議, Sex Craft | 2003 als OVA          | Studio Jam                             |
| Gakuen no Shuryōsha (2 Folgen)                                                                     | 学園の狩猟者, Wicked Lessons | 2003 als OVA          | Y.O.U.C.                               |
| Galaxy Angel AA (25 Folgen)                                                                        | ギャラクシーエンジェルAA | 2003 als Fernsehserie | Madhouse                               |
| Galaxy Angel S (2 Folgen)                                                                          | ギャラクシーエンジェルS | 2003 als Special      | Madhouse                               |
| Garakuta-dori no Stain (14 Folgen)                                                                 | ガラクタ通りのステイン, Ga-Ra-Ku-Ta: Mr. Stain on Junk Alley                                                                                                  | 2003 als Fernsehserie |                                        |
| Generation of Chaos III ~Toki no Fuuin~ (2 Folgen)                                                 | ジェネレーションオブカオス３ ～時の封印～, Generation of Chaos III ~Seal of Time~                                                                             | 2003 als OVA          | Idea Factory                           |
| Genmukan (2 Folgen)                                                                                | 幻夢館, Genmukan: The Sin of Desire & Shame | 2003 als OVA          | Green Bunny                            |
| Gilgamesh (26 Folgen)                                                                              | ギルガメッシュ | 2003 als Fernsehserie | Group TAC                              |
| Ginga Tetsudō Monogatari (26 Folgen)                                                               | 銀河鉄道物語 | 2003 als Fernsehserie | Planet                                 |
| Green Green (12 Folgen)                                                                            | グリーングリーン, Gurīn Gurīn | 2003 als Fernsehserie | Studio Matrix                          |
| Green Green Character DVD (3 Folgen)                                                               | グリーングリーンキャラクターDVD | 2003 als OVA          | Studio Matrix                          |
| G-Taste (7 Folgen)                                                                                 | G-taste | 2003 als OVA          | Green Bunny                            |
| Guardian Hearts (6 Folgen)                                                                         | がぁーでぃあんHearts | 2003 als OVA          | Studio Venet                           |
| Gungrave (26 Folgen)                                                                               | ガングレイヴ | 2003 als Fernsehserie | Madhouse                               |
| Gunparade March (12 Folgen)                                                                        | ガンパレード・マーチ, Ganparēdo Māchi | 2003 als Fernsehserie | J.C.Staff                              |
| Gunslinger Girl (13 Folgen)                                                                        | ガンスリンガー・ガール | 2003 als Fernsehserie | Madhouse                               |
| .hack//Gift (eine Folge)                                                                           | .hack//SIGN Folge 29 | 2003 als OVA          | Bee Train                              |
| .hack//Legend Of The Twilight (12 Folgen)                                                          | .hack//黄昏の腕輪伝説, .hack//Tasogare no Udewa Densetsu, .hack//DUSK, .hack//Legend                                                                          | 2003 als Fernsehserie | Bee Train                              |
| .hack//Unison (eine Folge)                                                                         | .hack//SIGN Folge 28 | 2003 als OVA          | Bee Train                              |
| Hajime no Ippo – Champion Road (eine Folge)                                                        | はじめの一歩 〜Champion Road〜 | 2003 als Special      | Madhouse                               |
| Hajime no Ippo: Mashiba vs. Kimura (eine Folge)                                                    | はじめの一歩 間柴vs木村 | 2003 als OVA          | Madhouse                               |
| Hand Maid Mai (eine Folge)                                                                         | ハンドメイドマイ | 2003 als OVA          |                                        |
| Happy Lesson Advance (13 Folgen)                                                                   | HAPPY★LESSON ADVANCE | 2003 als Fernsehserie | Studio Hibari                          |
| Heartwork: Love Guns (3 Folgen)                                                                    | Heartwork - Symphony of Destruction | 2003 als OVA          | Kyushu Network Animation               |
| Heisa Byōin (2 Folgen)                                                                             | 閉鎖病院, Naughty Nurses, Closed Hospital | 2003 als OVA          | Y.O.U.C.                               |
| Hika Ryōjoku - Wana ni Hamatta Futari (eine Folge)                                                 | 悲花陵辱 罠にはまった義兄妹（ふたり）, Hika Ryojoku - The Lust of Shame                                                                                       | 2003 als OVA          | Five Ways                              |
| Hōkago Mania Club (2 Folgen)                                                                       | 放課後マニア倶楽部 | 2003 als OVA          | Pink Pineapple, Soft Garage            |
| Hotaruko (3 Folgen)                                                                                | 螢子, Crimson Climax | 2003 als OVA          | Arms                                   |
| Hunter × Hunter: Greed Island (8 Folgen)                                                           | HUNTER×HUNTER GREED ISLAND | 2003 als OVA          | Nippon Animation                       |
| Hyakki (3 Folgen)                                                                                  | 百鬼, Secret of Devil's Island | 2003 als OVA          | Arms                                   |
| Ikki Tousen – Dragon Girls (13 Folgen)                                                             | 一騎当千, Dragon Girls | 2003 als Fernsehserie | J.C.Staff                              |
| Im Dienste Ihrer Majestät – Licensed by Royalty (13 Folgen)                                        | | 2003 als Fernsehserie | TNK                                    |
| In a Distant Time - Priesterin des weißen Drachens (3 Folgen)                                      | 遙かなる時空の中で２～白き龍の神子～, Harukanaru Toki no Naka de 2: Shiroki Ryū no Miko                                                                       | 2003 als OVA          | Yumeta Company                         |
| InuYasha – Swords of an Honorable Ruler                                                            | 犬夜叉 天下覇道の剣, Inuyasha: Tenka Hadō no Ken | 2003 als Film         | Sunrise                                |
| Izumo (5 Folgen)                                                                                   | IZUMO | 2003 als OVA          | Studio Jam                             |
| Jungle wa Itsumo Hale nochi Gū Final (7 Folgen)                                                    | ジャングルはいつもハレのちグゥ FINAL | 2003 als OVA          | Shin’ei Dōga                           |
| Kaleido Star (51 Folgen)                                                                           | カレイドスター | 2003 als Fernsehserie | Gonzo, G&G Entertainment               |
| Kino’s Journey (13 Folgen)                                                                         | キノの旅 - the Beautiful World -, Kino no tabi - the Beautiful World -                                                                                        | 2003 als Fernsehserie | A.C.G.T, Studio Wombat                 |
| Kochira Katsushika-ku Kameari-kōen Mae Hashutsujo – The Movie 2 – UFO Shūrai! Tornado Daisakusen!! | こちら葛飾区亀有公園前派出所 -The Movie - UFO 襲来！トルネード大作戦！！                                                                                      | 2003 als Film         | Gallop                                 |
| Konjiki no Gash Bell!! (150 Folgen)                                                                | 金色のガッシュベル！！, Zatch Bell! | 2003 als Fernsehserie | Tōei Animation                         |
| Kyogoku Natsuhiko Kosetsu Hyaku Monogatari (13 Folgen)                                             | 京極夏彦 巷説百物語, Requiem from the Darkness, Kosetsu Hyaku Monogatari                                                                                      | 2003 als Fernsehserie | TMS Entertainment                      |
| Kyōgoku Natsuhiko: Kōsetsu Hyaku Monogatari (13 Folgen)                                            | 京極夏彦 巷説百物語, Requiem from the Darkness, Hundred Stories                                                                                               | 2003 als Fernsehserie | Tokyo Movie Shinsha                    |
| Last Exile (26 Folgen)                                                                             | LAST EXILE | 2003 als Fernsehserie | Gonzo                                  |
| Das Lied der Lämmer (4 Folgen)                                                                     | 羊のうた, Hitsuji no Uta | 2003 als OVA          | Madhouse                               |
| Lime-iro Senkitan (13 Folgen)                                                                      | らいむいろ戦奇譚, Raimuiro Senkitan, Lime-Colored History of War                                                                                              | 2003 als Fernsehserie | KSS                                    |
| Lingeries (3 Folgen)                                                                               | ランジェリーズ, Ranjerīzu | 2003 als OVA          | Studio Fantasia                        |
| Maburaho (24 Folgen)                                                                               | まぶらほ | 2003 als Fernsehserie | J.C.Staff                              |
| Mahō Tsukai ni Taisetsu na Koto (12 Folgen)                                                        | 魔法遣いに大切なこと, Someday's Dreamers | 2003 als Fernsehserie | J.C.Staff, Viewworks                   |
| Manga Love Story – Step Up Love Story (2 Folgen)                                                   | ふたりエッチ 2nd SEASON, Futari Etchi: 2nd Season, Futari H                                                                                                   | 2003 als OVA          | Chaos Project                          |
| Masaru Ashita no Yukinojō 2 (2 Folgen)                                                             | MASARU あしたの雪之丞2 | 2003 als OVA          | Pink Pineapple                         |
| Matantei Loki Ragnarok (26 Folgen)                                                                 | 魔探偵ロキRAGNAROK <ラグナロク>, Detective Loki | 2003 als Fernsehserie | Studio Deen                            |
| Mazinkaiser: Shitō! Ankoku Daishogun (eine Folge)                                                  | マジンカイザー 死闘！暗黒大将軍 | 2003 als OVA          | Brain’s Base                           |
| Meitantei Conan: Conan to Heiji to Kieta Shōnen (eine Folge)                                       | 名探偵コナン コナンと平次と消えた少年, Meitantei Konan: Konan to Heiji to Kieta Shōnen                                                                        | 2003 als OVA          | TMS Entertainment                      |
| Mermaid Forest (13 Folgen)                                                                         | 高橋留美子劇場 人魚の森, Takahashi Rumiko Gekijō: Ningyo no Mori                                                                                              | 2003 als Fernsehserie | TMS Entertainment                      |
| Mermaid Melody: Pichi Pichi Pitch (52 Folgen)                                                      | マーメイドメロディーぴちぴちピッチ | 2003 als Fernsehserie | Actas, Synergy Japan                   |
| Mizuiro (2 Folgen)                                                                                 | みずいろ | 2003 als OVA          | Oriental Light and Magic               |
| Mouse (12 Folgen)                                                                                  | マウス | 2003 als Fernsehserie | Studio Deen                            |
| Mōzō Kagaku Series: Wandaba Style (12 Folgen)                                                      | 妄想科学シリーズ ワンダバスタイル, Mōzō Kagaku Shirīzu: Wandaba Sutairu                                                                                       | 2003 als Fernsehserie | TNK                                    |
| Mujin Wakusei Survive (52 Folgen)                                                                  | 無人惑星サヴァイヴ | 2003 als Fernsehserie | Madhouse, Telecom Animation Film       |
| Munto (eine Folge)                                                                                 | ムント | 2003 als OVA          | Kyōto Animation                        |
| Nanaka 6/17 (13 Folgen)                                                                            | ななか６／１７ | 2003 als Fernsehserie | J.C.Staff                              |
| Naru Taru (13 Folgen)                                                                              | なるたる ～骸なる星・珠たる子～, Naru Taru – Mukuro Naru Hoshi, Tama Taru Ko                                                                                  | 2003 als Fernsehserie | Planet                                 |
| Narue no Sekai (12 Folgen)                                                                         | 成恵の世界 | 2003 als Fernsehserie | Studio Live                            |
| Naruto Special: Akaki Yotsuba no Clover o Sagase (eine Folge)                                      | ナルト 紅き四つ葉のクローバーを探せ | 2003 als OVA          | Studio Pierrot                         |
| Nasu – Sommer in Andalusien                                                                        | 茄子 アンダルシアの夏, Nasu - Andalusia no Natsu | 2003 als Film         | Madhouse                               |
| Ninja Scroll – Die Serie (13 Folgen)                                                               | 獣兵衛忍風帖＜龍宝玉篇＞, Jūbei Nimpūchō <Ryūhōgyoku Hen> | 2003 als Fernsehserie | Madhouse                               |
| Nurse Witch Komugi-chan Majikarute (eine Folge)                                                    | ナースウィッチ小麦ちゃんマジカルて, Nurse Witch Komugi 2.5 | 2003 als Special      | Tatsunoko Production                   |
| One Piece – Das Dead End Rennen                                                                    | ONE PIECE THE MOVIE デッドエンドの冒険, One Piece the Movie: Dead End no Bōken                                                                                | 2003 als Film         | Tōei Animation                         |
| One Piece: Mamore! Saigo no Daibutai (eine Folge)                                                  | ONE PIECE 守れ! 最後の大舞台 | 2003 als Special      | Tōei Animation                         |
| One Piece: Ōunabara ni Hirake! Dekkai Dekkai Chichi no Yume (eine Folge)                           | ONE PIECE 大海原にひらけ! でっかいでっカイ父の夢 | 2003 als Special      | Tōei Animation                         |
| Onegai Twins (12 Folgen)                                                                           | おねがい☆ツインズ, Please Twins! | 2003 als Fernsehserie | Daume                                  |
| Parasite Dolls (3 Folgen)                                                                          | パラサイトドールズ, Parasaito Dōruzu | 2003 als OVA          | AIC                                    |
| Peace Maker Kurogane (24 Folgen)                                                                   | ピースメーカー鐵, Kidō Keisatsu Patorebā 2 the Movie | 2003 als Fernsehserie | Gonzo                                  |
| Planetes (26 Folgen)                                                                               | プラネテス, Puranetesu, ΠΛΑΝΗΤΕΣ | 2003 als Fernsehserie | Sunrise                                |
| Popolocrois (26 Folgen)                                                                            | ポポロクロイス, Poporokuroisu | 2003 als Fernsehserie | TMS Entertainment                      |
| Popotan (12 Folgen)                                                                                | ぽぽたん | 2003 als Fernsehserie | Shaft                                  |
| Prince of Tennis: A Day of the Survival Mountain (eine Folge)                                      | テニスの王子: 存続山の日 | 2003 als OVA          | Production I.G                         |
| RahXephon: Tagen Hensōkyoku                                                                        | ラーゼフォン 多元変奏曲 | 2003 als Film         | Studio Bones                           |
| Rockman.EXE Axess (51 Folgen)                                                                      | ロックマンエグゼAXESS, Rokkuman Eguze Axess | 2003 als Fernsehserie | Xebec                                  |
| R.O.D -The TV- (26 Folgen)                                                                         | R.O.D -THE TV- | 2003 als Fernsehserie | J.C.Staff                              |
| Rumiko Takahashi Anthology (13 Folgen)                                                             | 高橋留美子劇場, Takahashi Rumiko Gekijō | 2003 als Fernsehserie | TMS Entertainment                      |
| Saint Beast – Seijū Kōrin Hen (6 Folgen)                                                           | セイント・ビースト～聖獣降臨編~ | 2003 als Fernsehserie |                                        |
| Saiyuki Reload (25 Folgen)                                                                         | 最遊記 RELOAD | 2003 als Fernsehserie | Studio Pierrot                         |
| Sakura Taisen: École de Paris (3 Folgen)                                                           | サクラ大戦 エコール・ド・巴里, Sakura Wars – École de Paris                                                                                                   | 2003 als OVA          | Radix                                  |
| Scrapped Princess (24 Folgen)                                                                      | スクラップド・プリンセス | 2003 als Fernsehserie | Bones                                  |
| SD Gundam Force (52 Folgen)                                                                        | SDガンダムフォース, Superior Defender Gundam Force | 2003 als Fernsehserie | Sunrise                                |
| Shin Hokuto no Ken (3 Folgen)                                                                      | 新・北斗の拳, New Fist of the North Star | 2003 als OVA          | A.C.G.T                                |
| Shingetsutan: Tsukihime (12 Folgen)                                                                | 真月譚 月姫 | 2003 als Fernsehserie | J.C.Staff                              |
| Shinkon Gattai Godannar!! (13 Folgen)                                                              | 神魂合体ゴーダンナー!!, Godannar | 2003 als Fernsehserie | AIC A.S.T.A., Oriental Light and Magic |
| Sonic X (78 Folgen)                                                                                | ソニックX | 2003 als Fernsehserie | TMS Entertainment Japan                |
| Stratos 4 (13 Folgen)                                                                              | ストラトス・フォー, Sutaratosu Fō | 2003 als Fernsehserie | Studio Fantasia                        |
| Submarine 707R (2 Folgen)                                                                          | サブマリン707R | 2003 als OVA          | Group TAC                              |
| Suika (4 Folgen)                                                                                   | 水夏, Wet Summer Days | 2003 als OVA          | Moon Rock                              |
| Sumeba Miyako no Cosmos-sō Suttoko Taisen Dokkoider (12 Folgen)                                    | 住めば都のコスモス荘・すっとこ大戦ドッコイダー, Dokkoida?! | 2003 als Fernsehserie | ufotable                               |
| Tantei Gakuen Q (45 Folgen)                                                                        | 探偵学園Q | 2003 als Fernsehserie | Studio Pierrot                         |
| Tenshi no Shippo Chu! (11 Folgen)                                                                  | 天使のしっぽＣｈｕ！, Angel Tales 2, Angel Tail 2 | 2003 als Fernsehserie | Tokyo Kids                             |
| Tetsuwan Atom (50 Folgen)                                                                          | 鉄腕アトム | 2003 als Fernsehserie | Tezuka Productions                     |
| Texhnolyze (22 Folgen)                                                                             | テクノライズ | 2003 als Fernsehserie | Madhouse                               |
| Tokyo Godfathers                                                                                   | 東京ゴッドファーザーズ, Tōkyō Goddofāzāzu | 2003 als Film         | Madhouse                               |
| Tottoko Hamutaro: Ham Ham Grand Prix Aurora Tani no Kiseki - Ribon-chan Kikiippatsu!               | とっとこハム太郎 ハムハムグランプリン オーロラ谷の奇跡 ～リボンちゃん危機一髪！～                                                                             | 2003 als Film         | TMS Entertainment                      |
| Tottoko Hamutaro: Hamuchanzu no Takara Sagashi Daisaku - Sutekina Umi no Natsuya (eine Folge)      | ハムちゃんずの宝さがし大作戦～はむはー！すてきな海のなつやすみ～                                                                                              | 2003 als OVA          | TMS Entertainment                      |
| Triangle Heart – Sweet Songs Forever (4 Folgen)                                                    | とらいあんぐるハート ~Sweet Songs Forever~ | 2003 als OVA          | Seven Arcs                             |
| Trip Trek (4 Folgen)                                                                               | | 2003 als Web-Anime    | Manglobe                               |
| True Love Story – Summer Days, and yet (3 Folgen)                                                  | | 2003 als OVA          | KSS                                    |
| Uchū no Stellvia (26 Folgen)                                                                       | 宇宙のステルヴィア, Stellvia | 2003 als Fernsehserie | Xebec                                  |
| UFO Princess Walküre: Jūnigatsu no Yasōkyoku (12 Folgen)                                           | 円盤皇女ワるきゅーレ 十二月の夜想曲, Yūfō Purinsesu Warukyūre: Jūnigatsu no Yasōkyoku, UFO Princess Valkyrie 2, UFO Ultramaiden Valkyrie 2: December Nocturne | 2003 als Fernsehserie | TNK                                    |
| UFO Princess Walküre: Special (eine Folge)                                                         | 円盤皇女ワるきゅーレSPECIAL, Yūfō Purinsesu Warukyūre: Special                                                                                                | 2003 als OVA          | TNK                                    |
| Ultra Maniac (26 Folgen)                                                                           | ウルトラマニアック, Urutora Maniakku | 2003 als Fernsehserie | Production Reed                        |
| Urda (5 Folgen)                                                                                    | ウルダ, URDA: Third Reich | 2003 als OVA          | Romanov Films                          |
| Wolf’s Rain (26 Folgen)                                                                            | ウルフズ・レイン, Urufuzu Rein | 2003 als Fernsehserie | Bones                                  |
| Yami to Bōshi to Hon no Tabibito (13 Folgen)                                                       | ヤミと帽子と本の旅人 | 2003 als Fernsehserie | Studio Deen                            |